# Mars Gravity Biosatellite
Mars Gravity Biosatellite va ser un projecte iniciat com a competència entre universitats el 2001 per la Mars Society. L'objectiu era construir un concepte de nau espacial per estudiar els efectes de la gravetat a nivell de Mart (~0,38 g) sobre els mamífers.
Es van fer presentacions a Robert Zubrin (Mars Society) i el premi al millor disseny es va lliurar a la Universitat de Washington. L'equip de la Universitat de Washington va continuar desenvolupant el concepte fins al final del curs escolar (juny del 2002), després del qual es va convertir en un problema. L'equip de la Universitat de Washington es va posar en contacte amb els membres de l'equip que va presentar el MIT i les dues universitats van acordar continuar el desenvolupament junts. Més tard, la Universitat de Queensland - Austràlia també es va unir a l'equip. El programa va acabar el 2009.

## Història del programa i visió general
El programa Mars Gravity Biosatellite va començar el 2001 com una iniciativa de la Mars Society anomenada Translife, que va sorgir a partir d'una discussió entre Robert Zubrin i Elon Musk. Es pretenia estudiar els efectes de la gravetat de Mart (aproximadament un terç de la de la Terra) sobre els mamífers, dels quals no hi havia dades disponibles. Durant els següents anys, el programa va créixer tant en abast com en visió, amb personal i estudiants del MIT (Càrrega útil), Universitat de Washington (Model de satèl·lit) i la Universitat de Queensland (Reentrada) on van dissenyar en col·laboració diverses parts del concepte de missió. Amb els reptes de finançament en curs, la Universitat de Washington i la Universitat de Queensland es van retirar després de diversos anys i l'Institut de Tecnologia de Geòrgia va intervenir per aprofitar el seu treball de disseny. L'esforç va representar el projecte satèl·lit estudiantil més ambiciós i complex fins ara.
Es va preveure el concepte de missió per transportar 15 ratolins en òrbita terrestre baixa durant cinc setmanes. El satèl·lit va ser dissenyat per girar aproximadament 32 rpm per generar una força centrífuga que experimentarien com a gravetat a la superfície de Mart. Al final de la seva missió, el satèl·lit tornaria a entrar a l'atmosfera terrestre i es recuperaria la seva càrrega de ratolins. El 2007, s'havia establert una data provisional de llançament del Mars Gravity Biosatellite per al 2010 o el 2011, com a càrrega útil principal d'un Falcon 1E o un Minotaur IV llançat des de Cap Canaveral, Florida.
El 2005, les universitats implicades van rebre una subvenció de 200.000 dòlars per al desenvolupament de projectes avançats de la NASA per donar suport al desenvolupament d'un model d'enginyeria de càrrega útil completa El 2006, els estudiants de la Mars Gravity van desenvolupar una nova plataforma de microfinançament anomenada "Your Name Into Space". Això estava destinat a ajudar a finançar el desenvolupament de la seva nau espacial. Aquesta iniciativa està dissenyada per donar a les persones i a les empreses l'oportunitat de volar en òrbita imatges de la seva elecció.
Al final del programa del 2009, el projecte havia involucrat a més de 600 estudiants de pregrau, postgrau i instituts en enginyeria aeroespacial, ciències de la vida espacial i gestió de programes. Es van publicar més de 20 presentacions i comunicacions de conferències, que van obtenir diversos premis estudiantils.
El 24 de juny de 2009, es va publicar un informe d'estat que declarava la finalització d'aquest programa, a causa de la manca de finançament i el canvi de prioritats a la NASA.

## Ciència
La gravetat de Mart només és al voltant del 38% tan forta com a la Terra, i es desconeixen els efectes a llarg termini d'aquesta reduïda gravetat. Els astronautes que romanen en ingravidesa durant llargs períodes perden quantitats importants de massa òssia i muscular. No és clar si la gravetat a Mart és prou forta com per evitar o minimitzar aquests problemes de salut. El Mars Gravity Biosatellite pretenia proporcionar dades sobre com la salut dels mamífers es veu afectada per l'exposició a llarg termini a nivells més baixos de gravetat, centrant-se en la pèrdua òssia, els canvis en l'estructura òssia, l'atròfia muscular i els canvis en l'orella interna. Els resultats de l'experiment de la missió de cinc setmanes s'haurien comparat amb una varietat de controls basats en la Terra, inclosos el vivari, la suspensió de les extremitats posteriors, la suspensió parcial del pes, els efectes de l'hàbitat de vol i les proves de centrífugues de radi curt.